# Elymus repens
Chiendent commun
Pour les nombreuses plantes portant le nom vernaculaire de chiendent, voir Chiendent.
Espèce
Elymus repens, le chiendent officinal ou chiendent commun, est une plante herbacée de la famille des Poacées (sous-famille des Pooideae, tribu des Triticeae), très vivace par ses rhizomes. Cette plante, très commune, est considérée comme une mauvaise herbe des cultures et des potagers.
Noms communs : chiendent officinal, chiendent rampant, petit chiendent, blé-rampant, laitue de chien (en anglais : dog grass, couch grass, en allemand : Ackerquecke, Gemeine Quecke, en espagnol : grama del norte, en italien : gramigna, dente-canino, caprinella).

## Nomenclature et étymologie
L’espèce a été décrite et nommée Triticum repens par Linné en 1753 dans Species Plantarum 1: 86 (basionyme).
En 1947, le botaniste américain Frank Walton Gould a transféré cette espèce dans le genre Elymus - genre pourtant créé par Linné en 1753 dans Species Plantarum 1: 83.
Le nom de genre Elymus est un terme de latin savant, dérivé du grec έλυμος elimos « panic millet » Setaria italica, employé par Dioscoride (MM, 2, 81), Oribase (eup., 1E, 6).
L’épithète spécifique repens « rampant » dérivé du latin repo « ramper ».

## Taxonomie

### Synonymes
Selon Catalogue of Life (11 décembre 2017) :
- Agropyron junceum var. repens (L.) T.Marsson
- Agropyron repens (L.) P.Beauv.
- Braconotia officinarum Godr., nom. superfl.
- Elytrigia repens (L.) Nevski
- Frumentum repens (L.) E.H.L.Krause
- Triticum infestum Salisb., nom. superfl.
- Triticum repens L.
- Zeia repens (L.) Lunell

### Sous-espèces
- Elymus repens subsp. arenosus (Spenn.) Melderis  (1978)
- Elymus repens subsp. atlantis (Maire) Ibn Tattou  (1998)
- Elymus repens subsp. calcareus (Cernjavski) Melderis  (1978)
- Elymus repens subsp. elongatiformis (Drobow) Melderis
- Elymus repens subsp. repens

## Description

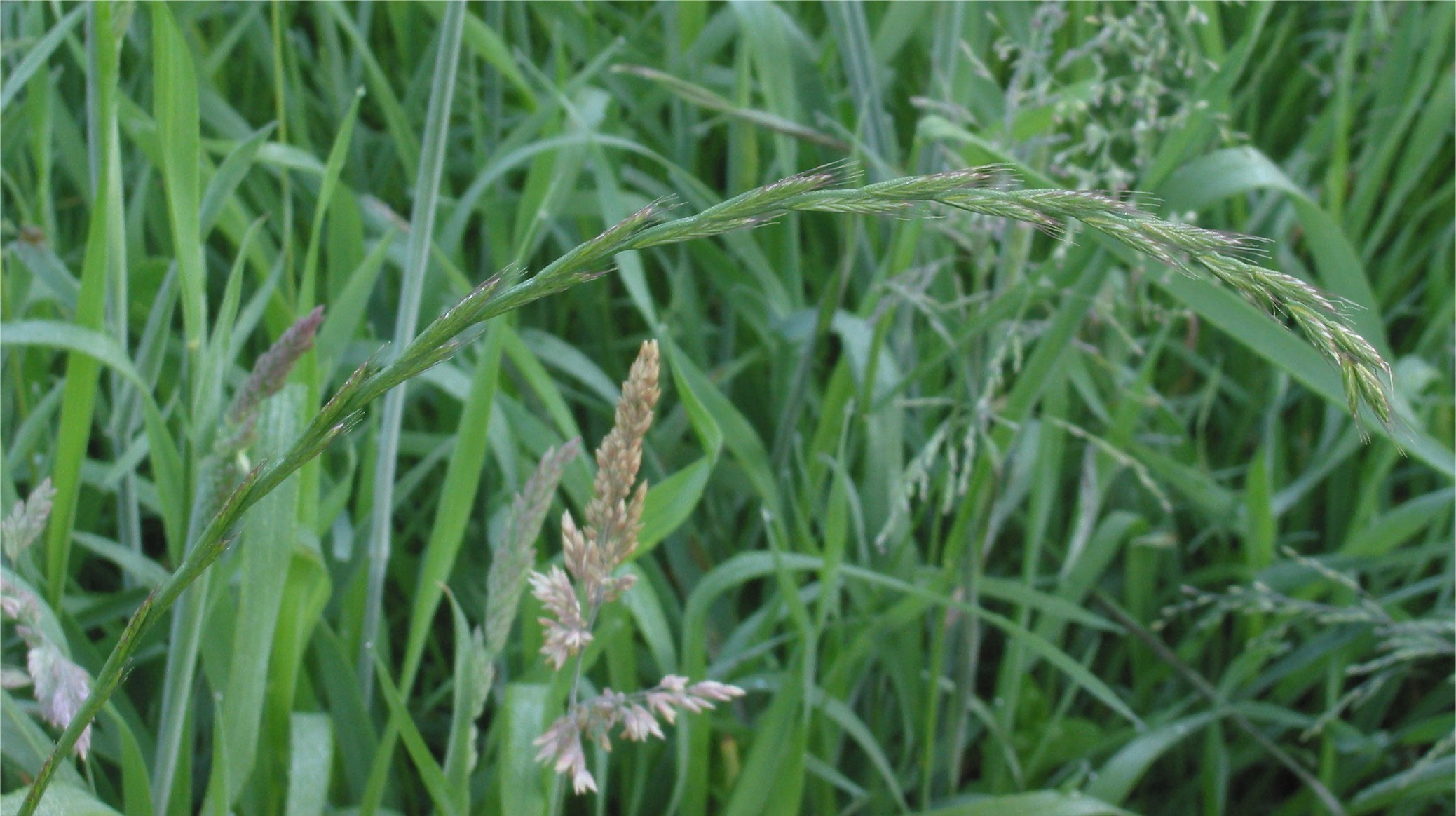
Épi

Plante herbacée vivace avec une tige solitaire ou en touffe, de 30 cm à 1,2 m de haut, comportant 3 à 5 nœuds.
Le chiendent officinal développe des tiges souterraines en surface (rhizomes) de 2–3 mm de diamètre, longues et ramifiées. Ces rhizomes, généralement 2 à 4 par plant, cheminent horizontalement à une profondeur qui est fonction de la compacité du sol : 5 à 7 cm dans les sols compacts, de 10 à 15 cm dans les sols plus légers. Ils sont segmentés par la présence de nœuds racinaires à intervalles assez réguliers (de 0,5 à 2 cm). Chaque nœud porte un bourgeon susceptible de constituer un nouveau plant complet. Les rhizomes assurent ainsi la reproduction végétative de la plante de manière très efficace.
Feuilles plates, allongées et aiguës, de 10 à 30 cm de longueur et de 3 à 10 mm de largeur, un peu rudes à leur face supérieure et face inf. glabre. La base de la gaine est rougeâtre.
L’inflorescence se présente en un épi de 3 à 15 cm de long, érigé, fort, d’un bleu vert.
L’épi est formé d'épillets en nombre très variable, de 8 à 20 mm de long, assez espacés, disposés sur deux rangs (distiques) de couleur verte à vert glauque. Chaque épillet comporte de 3 à 8 fleurs ayant 3 étamines, 2 stigmates et un ovaire supère.
La semence est souvent constituée d'un épillet caduc (plusieurs fleurs avec les glumes à la base de l'épillet), mais généralement dispersée avec 1 fleur entourée des glumelles. Présence d'une baguette à la base de la glumelle inférieure (lemme) .

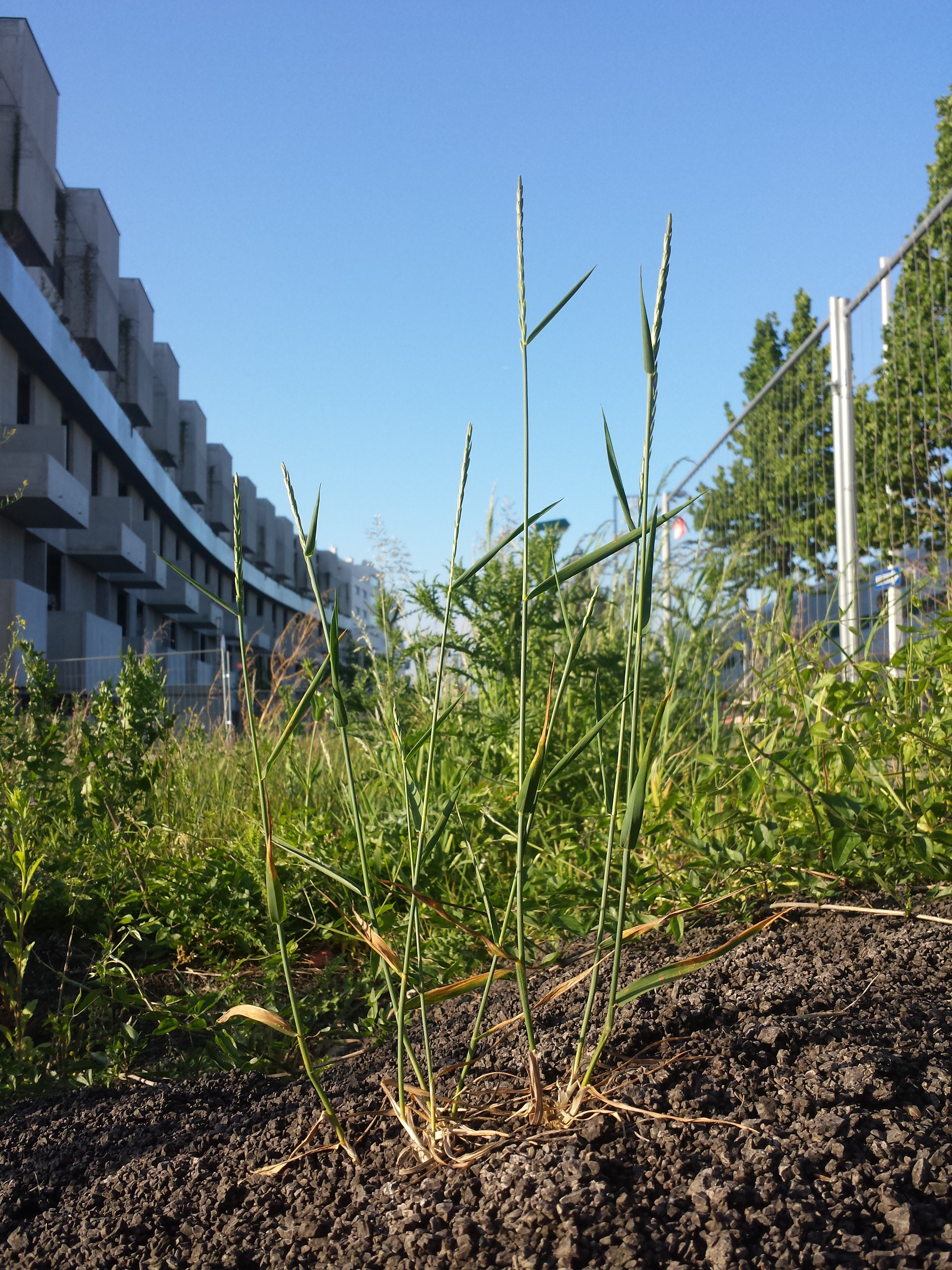
Port
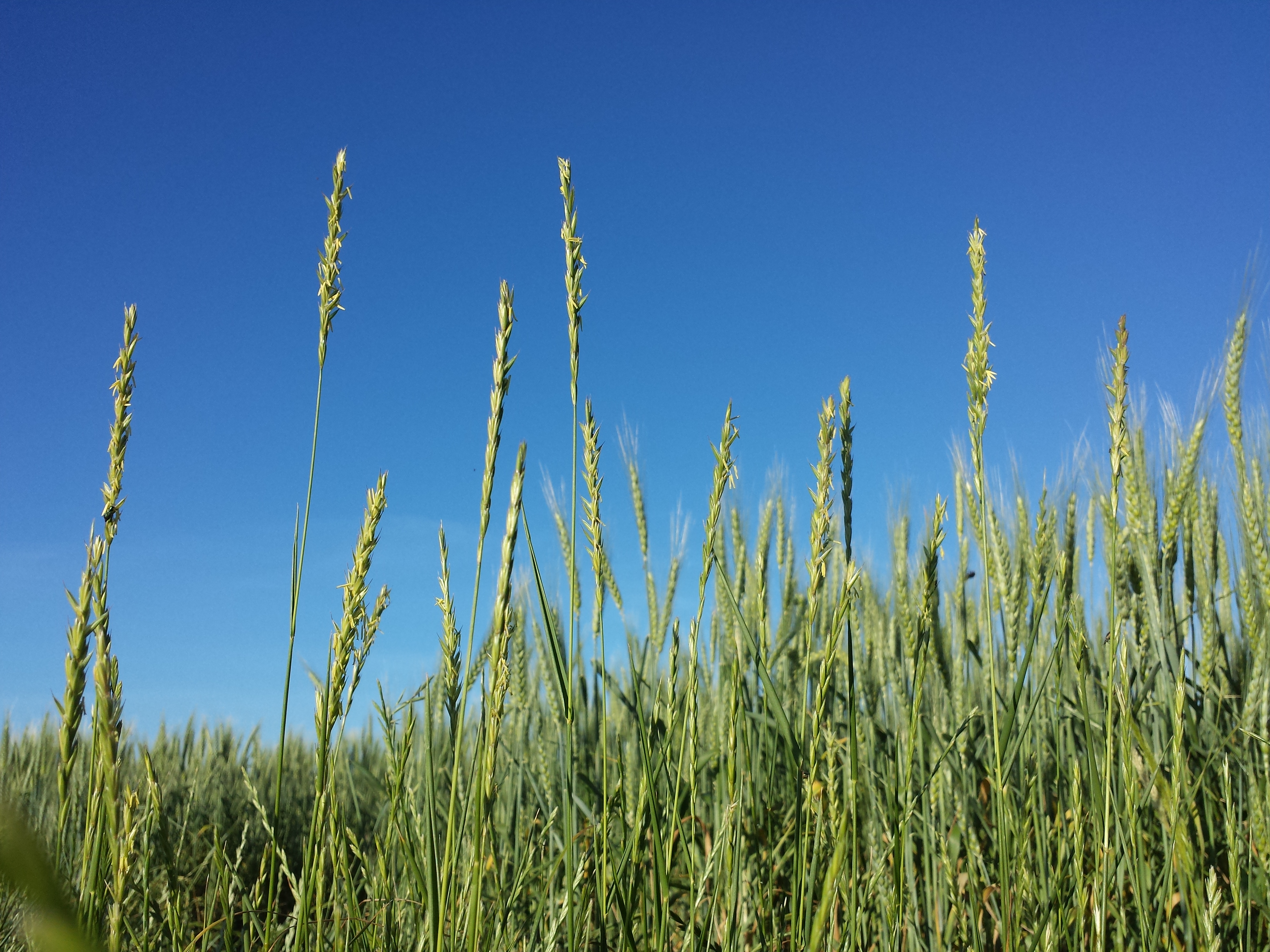
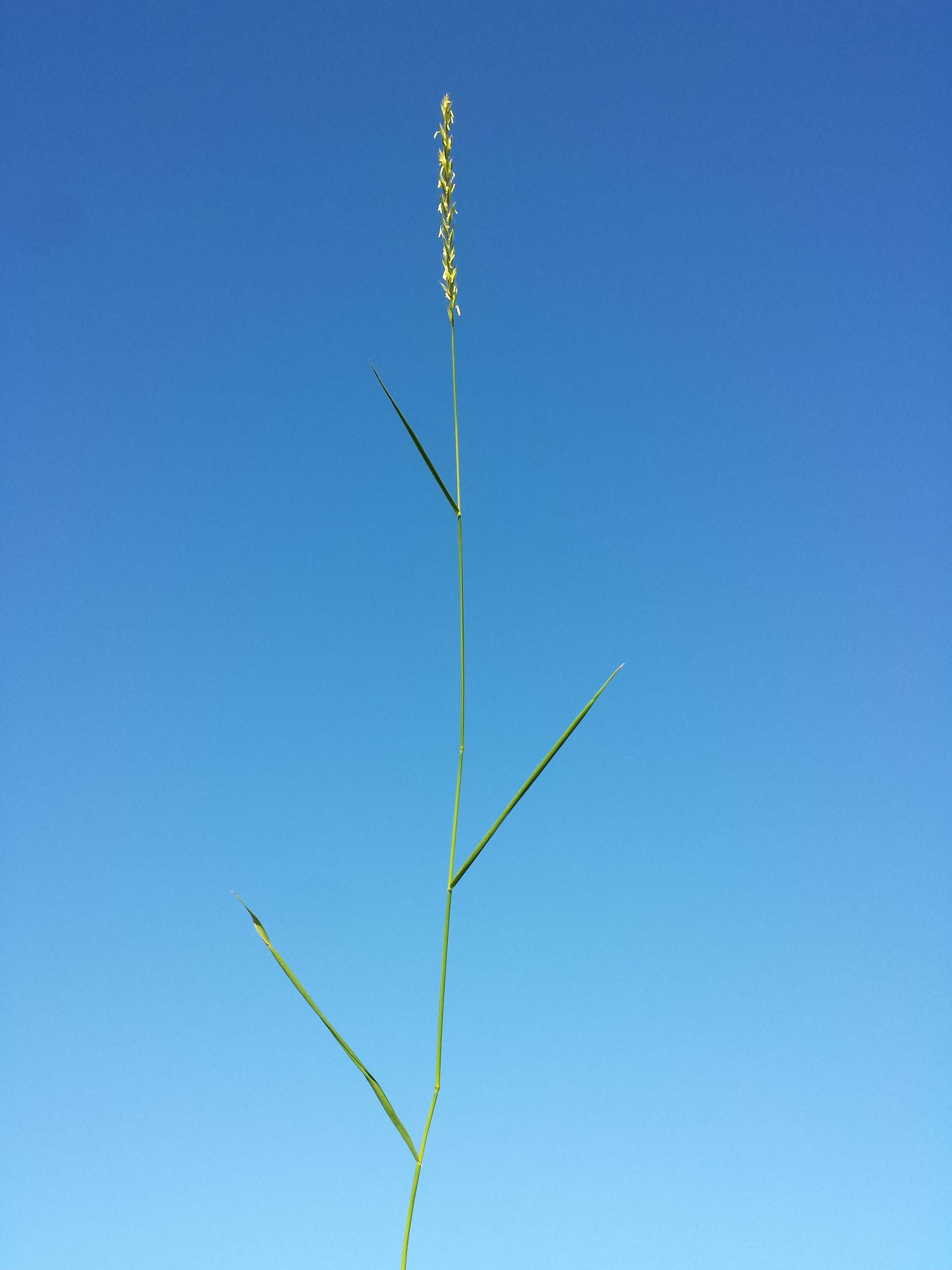
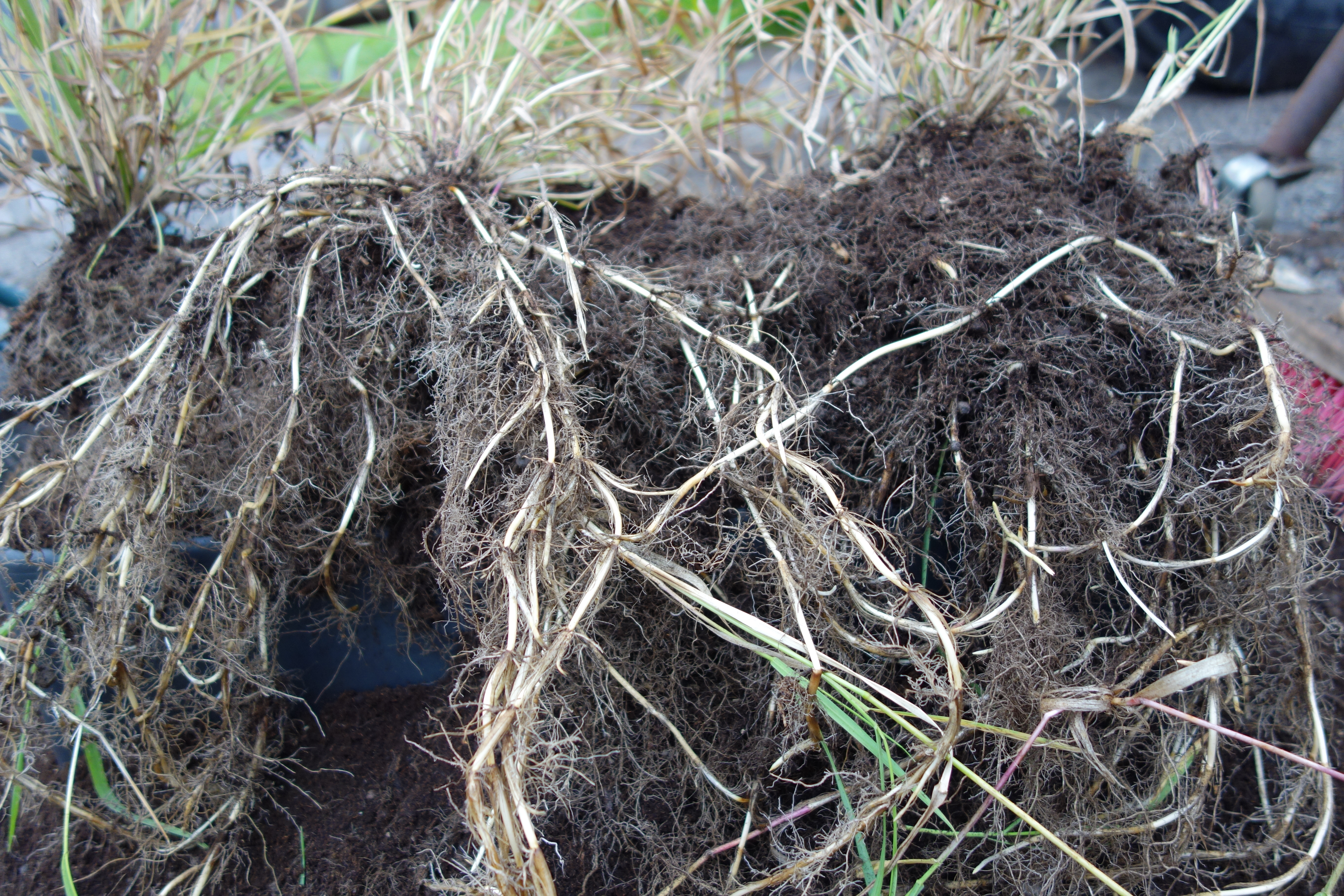
Rhizome
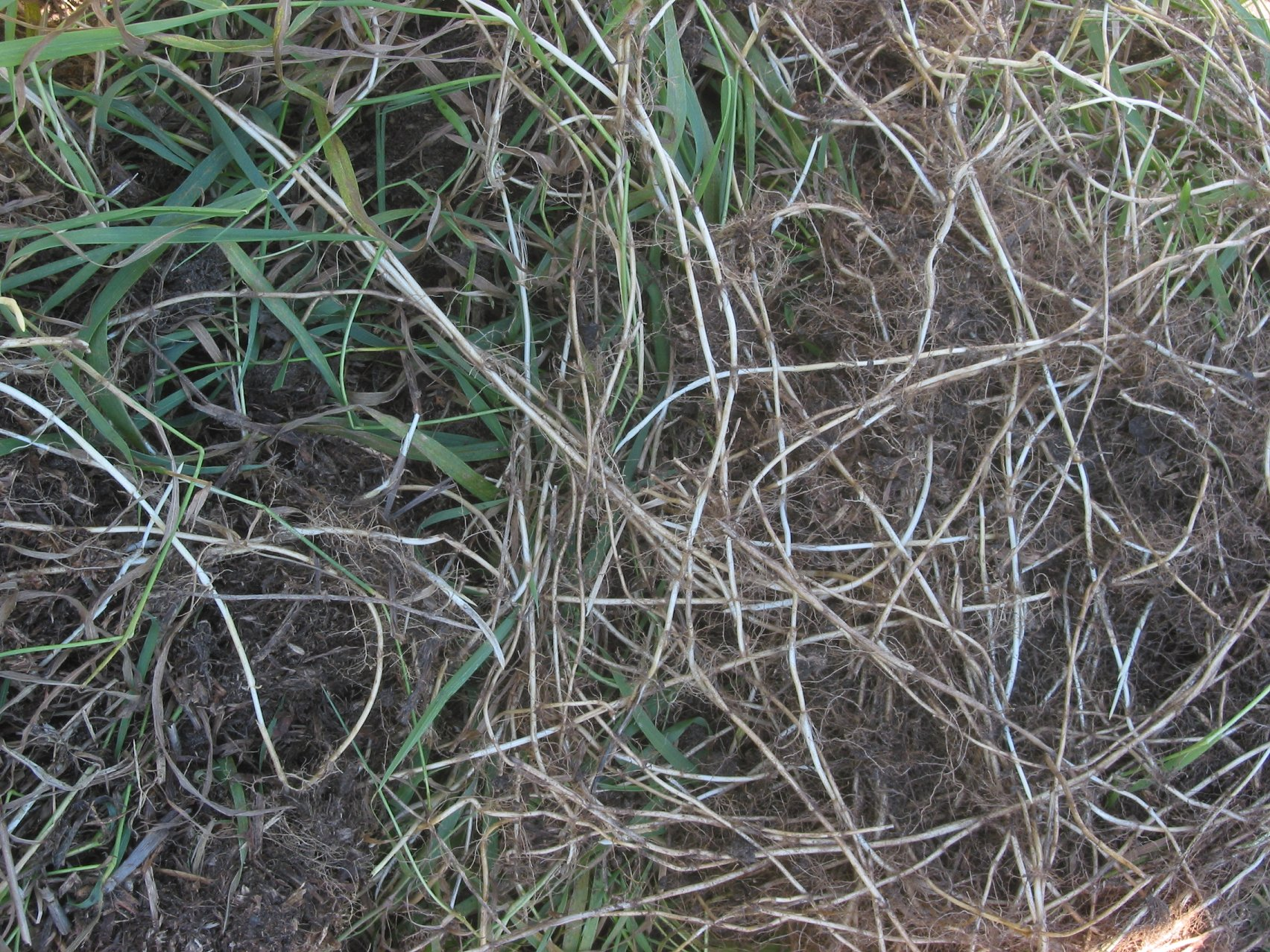

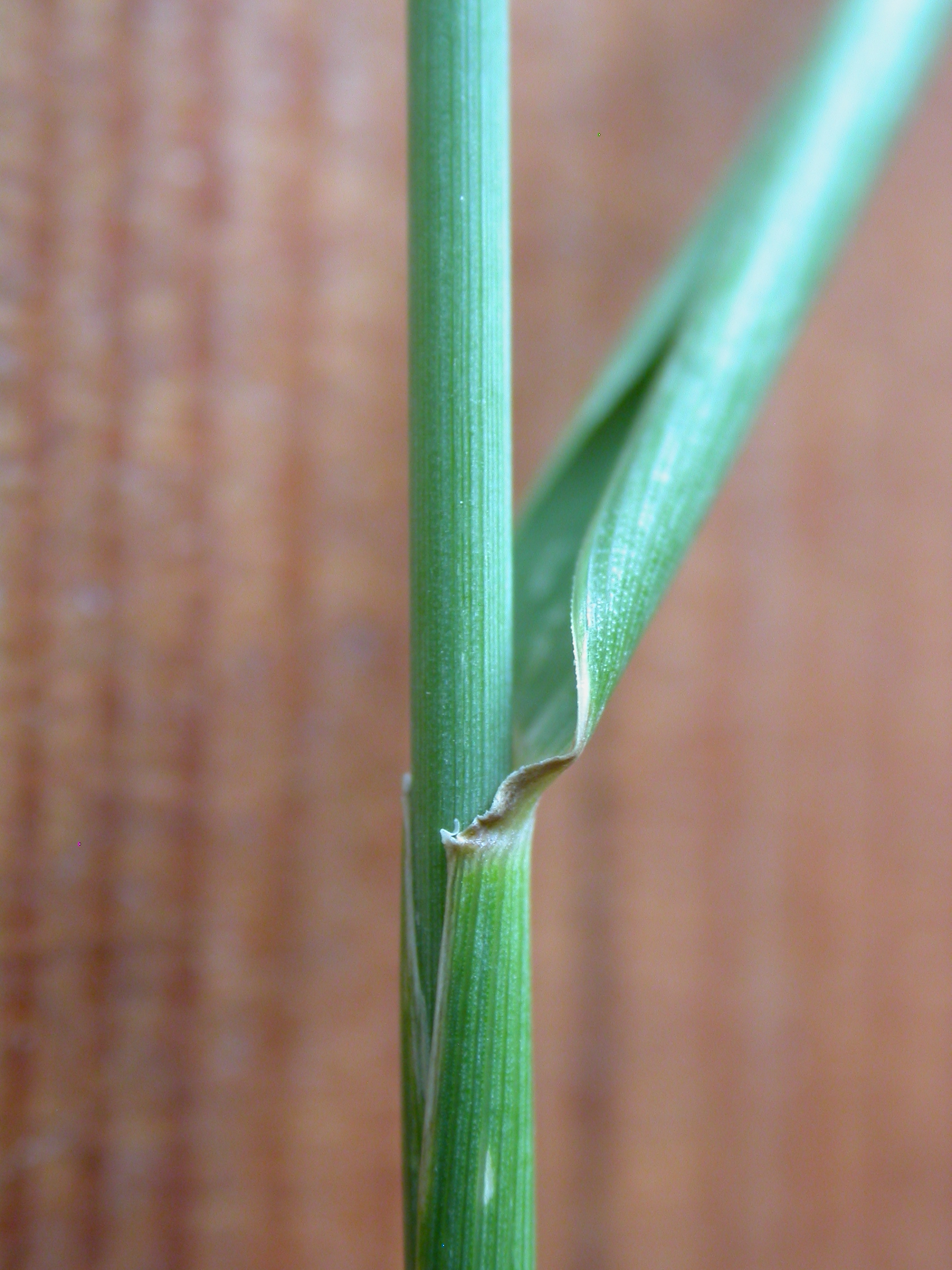
Oreillette
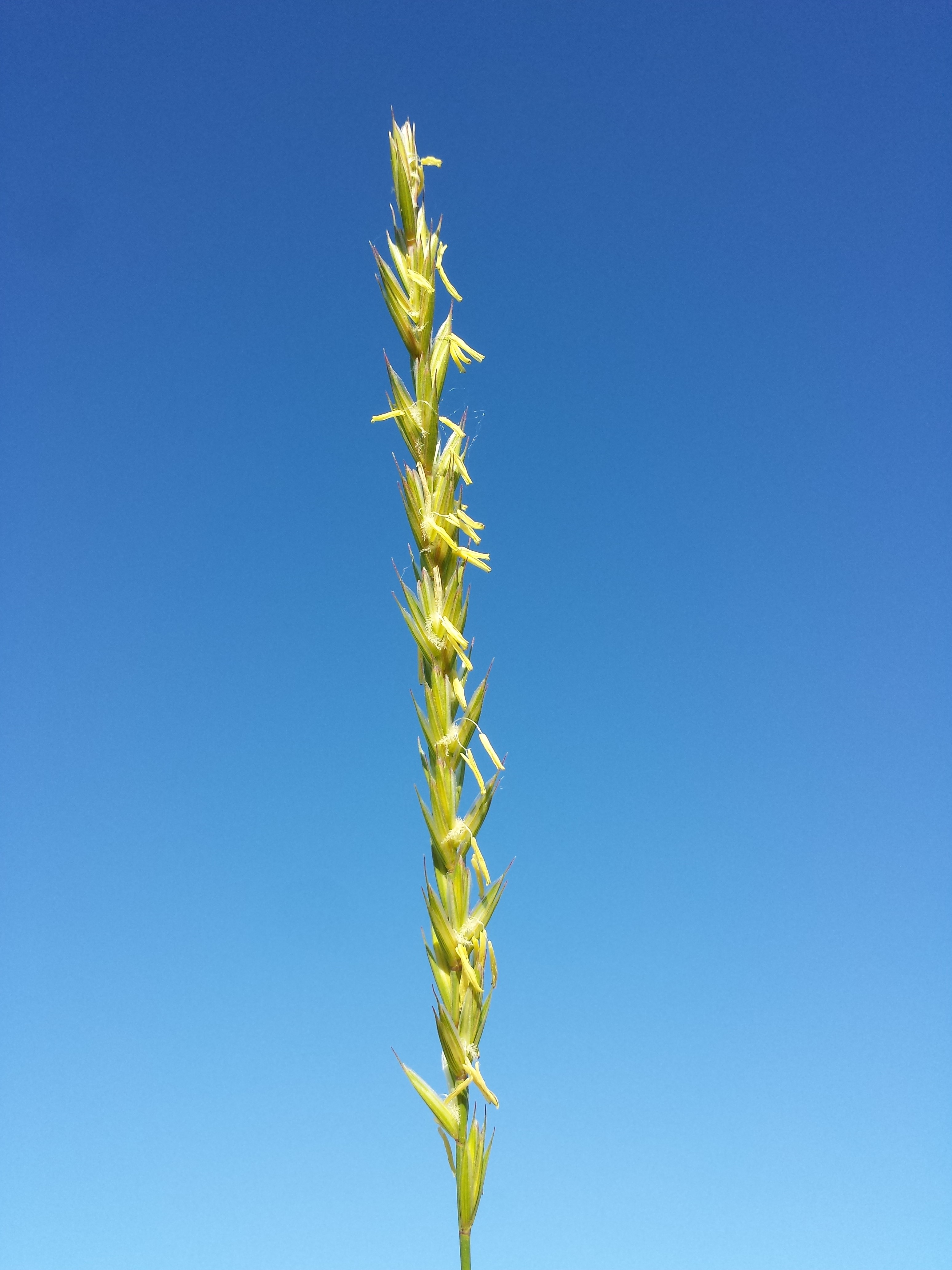
Épi
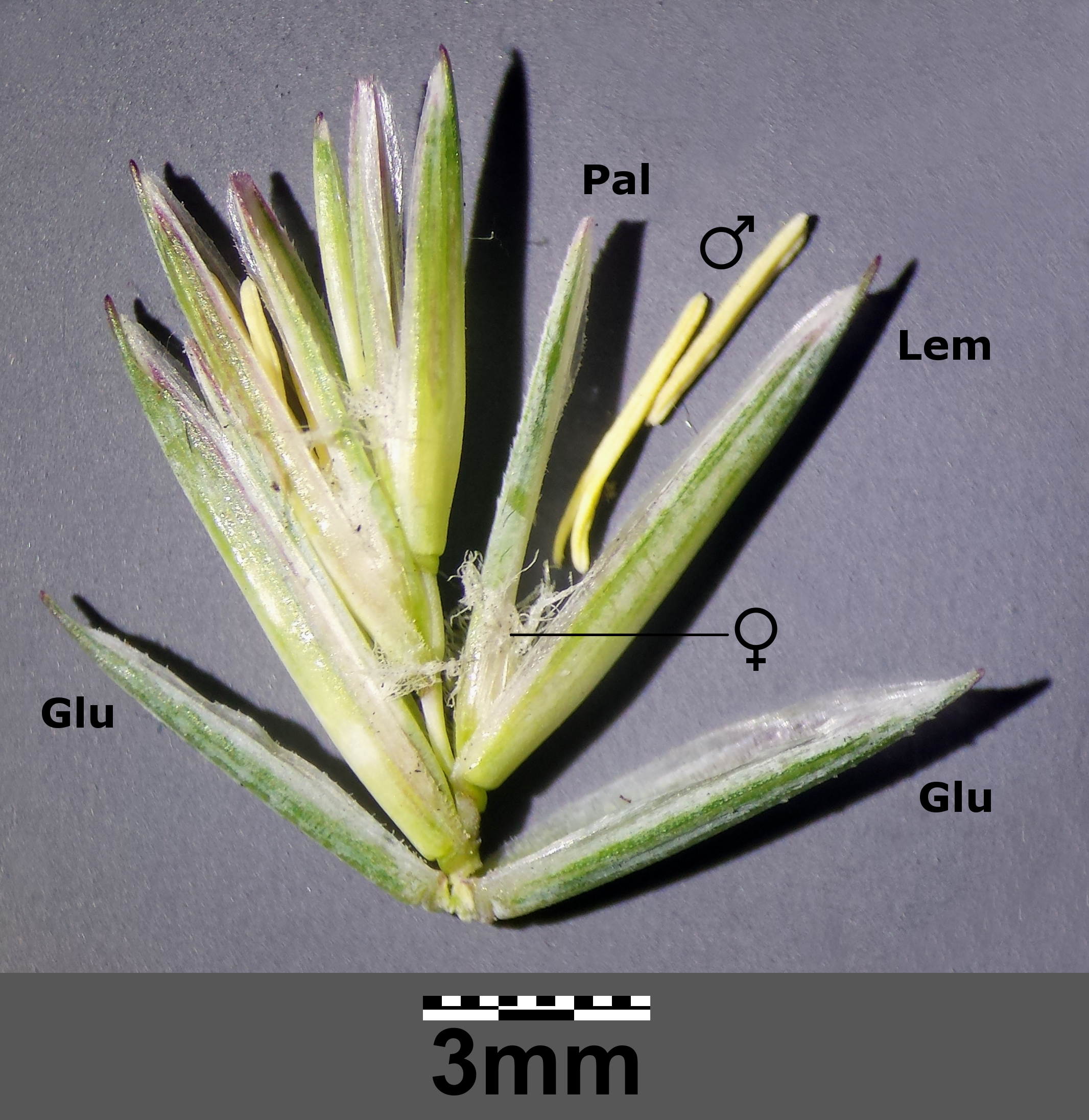
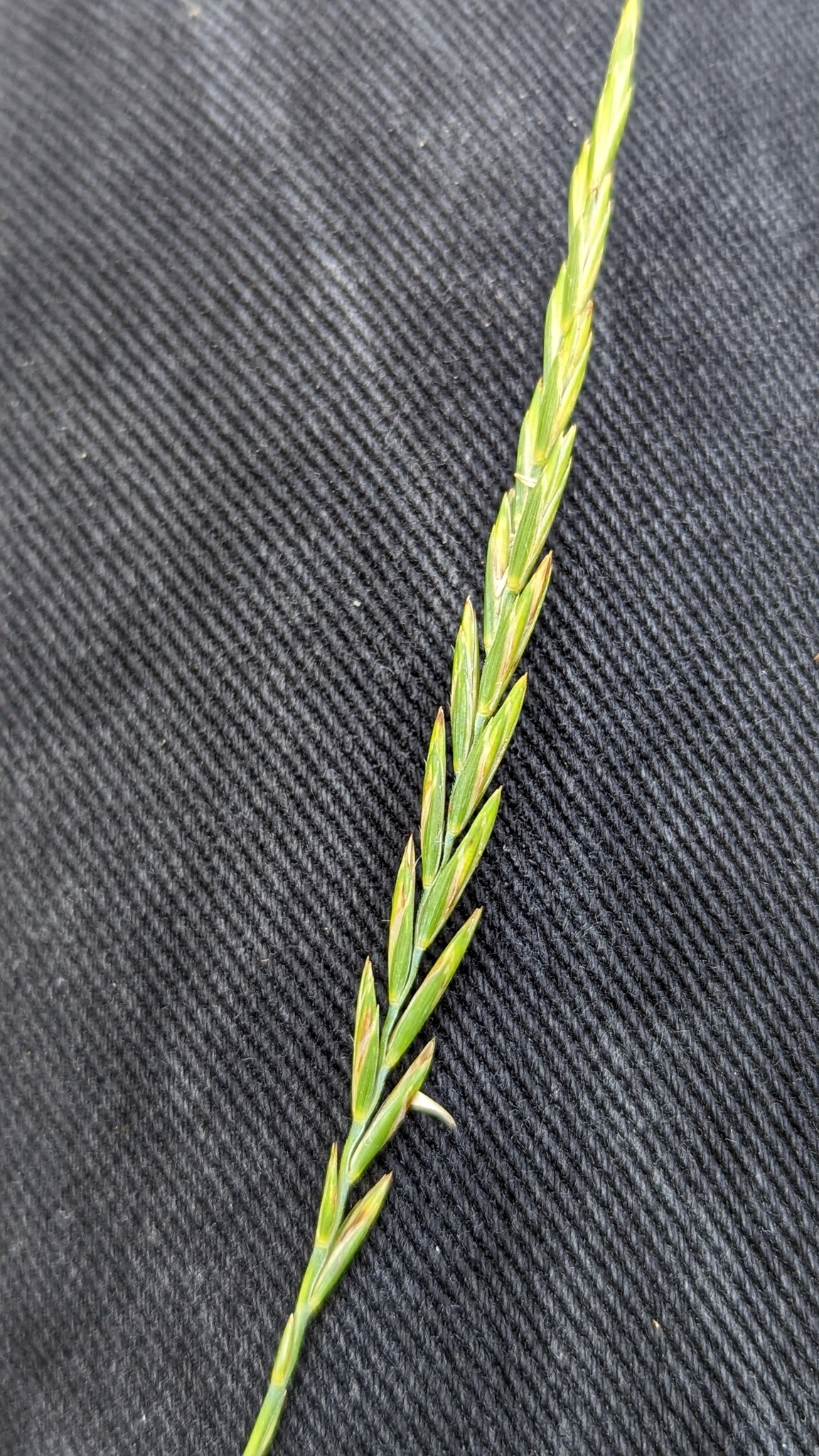
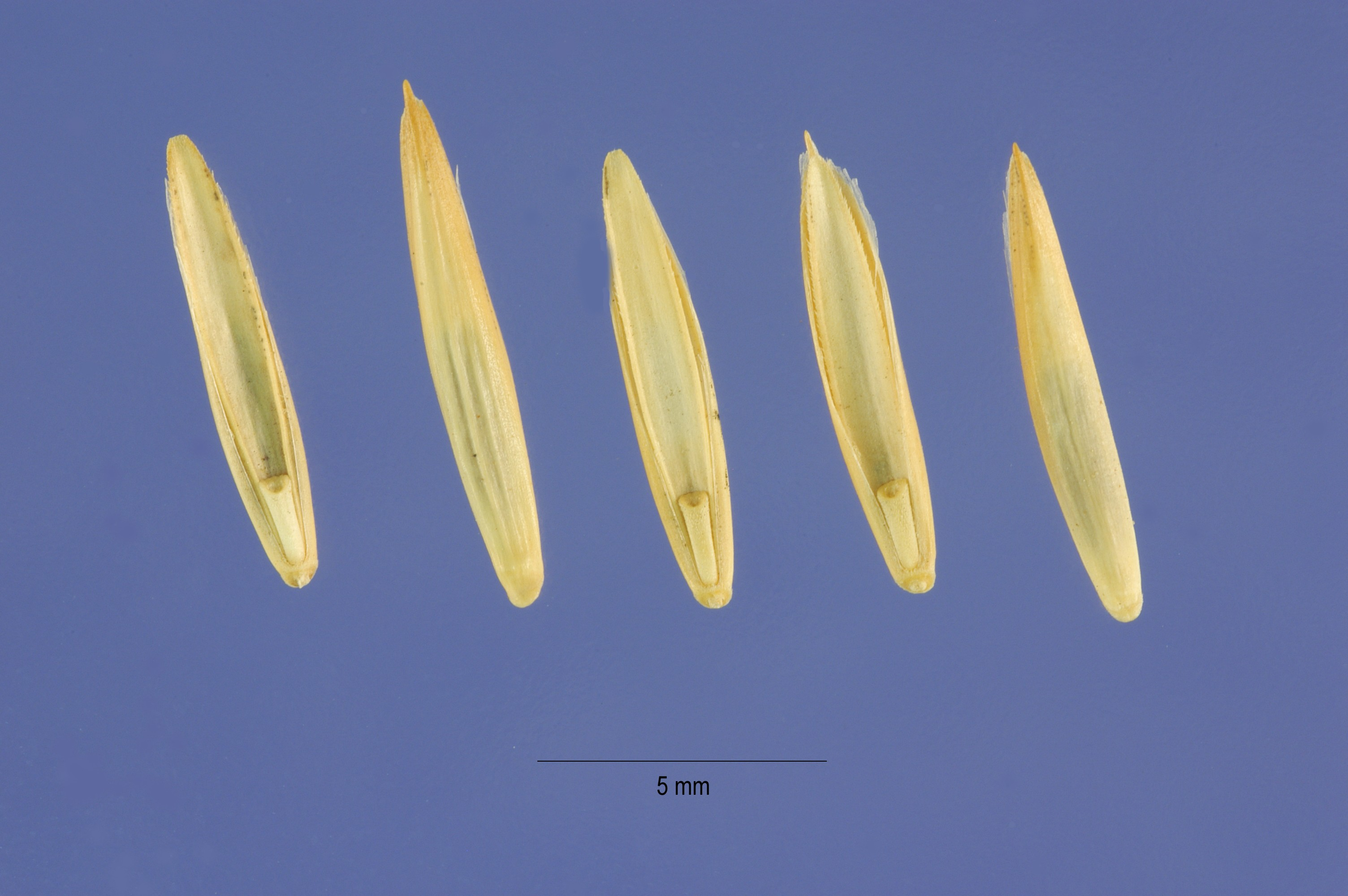

- Épillet, Glu= glumelle ; Lem=lemme ; Pal=palea

## Distribution
Selon POWO, Elymus repens est originaire d'Europe, d'Asie (du Moyen-Orient à la Sibérie et à la Chine, à l'Inde et au Pakistan), et d'Afrique du Nord, très répandue, y compris en montagne.
Il a été introduit et s’est naturalisé en Amérique du Nord et dans une partie de l'hémisphère sud.

## Utilisation

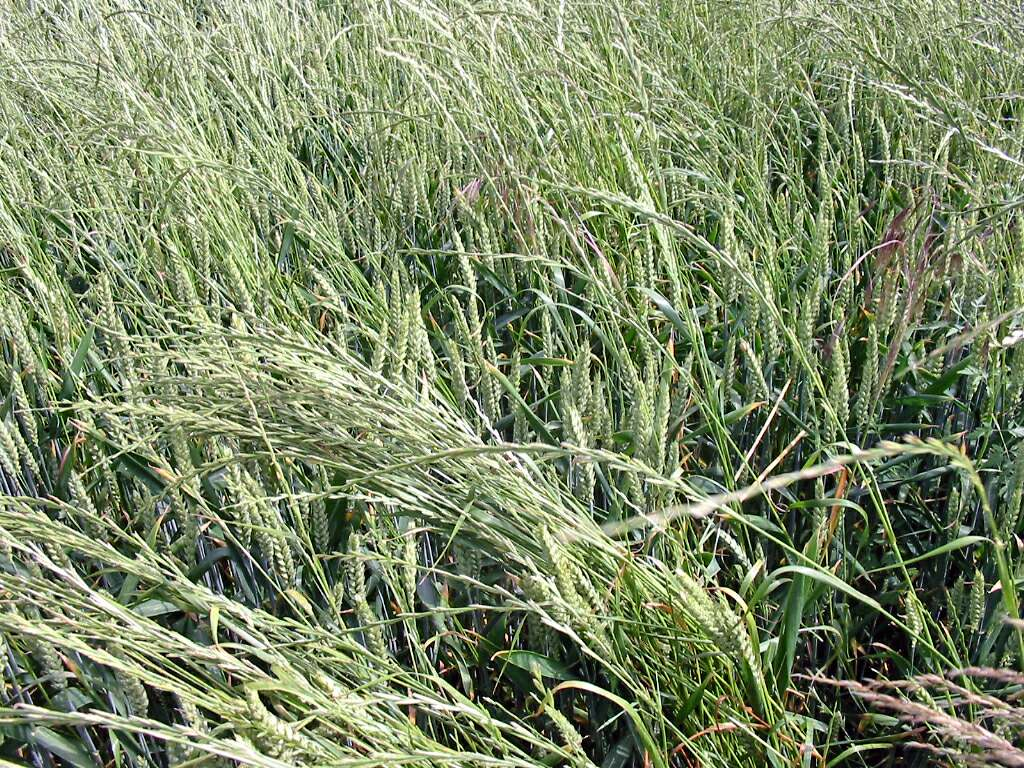
Chiendent dans un champ de blé tendre.

- Adventice envahissante, et difficile à extirper, des potagers et des champs cultivés (de même que les espèces voisines E. campestris et E. intermedia).
- Le rhizome peut être séché et moulu puis utilisé en bouillie : ce légume-racine était ainsi utilisé en période de disette ou simplement séché pour en faire des brosses. Les jeunes pousses de rhizome peuvent être mangées crues. Il était parfois utilisé pour confectionner un alcool dont la recette s'est perdue, et de la bière de chiendent[9].
- Plante médicinale par son rhizome, qui a des propriétés émollientes et diurétiques ; employé en décoction.
- Valeur fourragère : le chiendent peut être très bon pour les animaux en pâturage quand il est jeune à sa deuxième coupe car il est très riche en protéines. Plus il vieillit, plus il devient dur et ligneux.

Il est possible de reconnaître le chiendent sans le déterrer pour voir ses rhizomes. En effet, les feuilles de cette plante possèdent, à la base du limbe, des oreillettes ou auricules qui ressemblent à de petits crochets ou de petites griffes enserrant la tige. Cependant, pour confirmer l’identification, on peut déterrer un plant et vérifier s’il provient d’un bout de rhizome.
Les feuilles présentent d’autres caractéristiques. Les premières feuilles ont presque toujours du poil. Les suivantes peuvent ou non en avoir. Les nouvelles feuilles apparaissent enroulées sur elles-mêmes à leur émergence. Elles ont de 10 à 20 cm de long et 2 à 2,5 mm de large. On remarque aussi souvent une zone pincée vers l’extrémité de la feuille.
Le chiendent peut parfois être confondu avec le brome inerme (Bromus inermis), mais les rhizomes du brome sont plus courts et plus foncés. Le W sur la feuille du brome est très apparent et se trouve au milieu de la feuille. Les graines des deux espèces se ressemblent beaucoup.

## Maladies

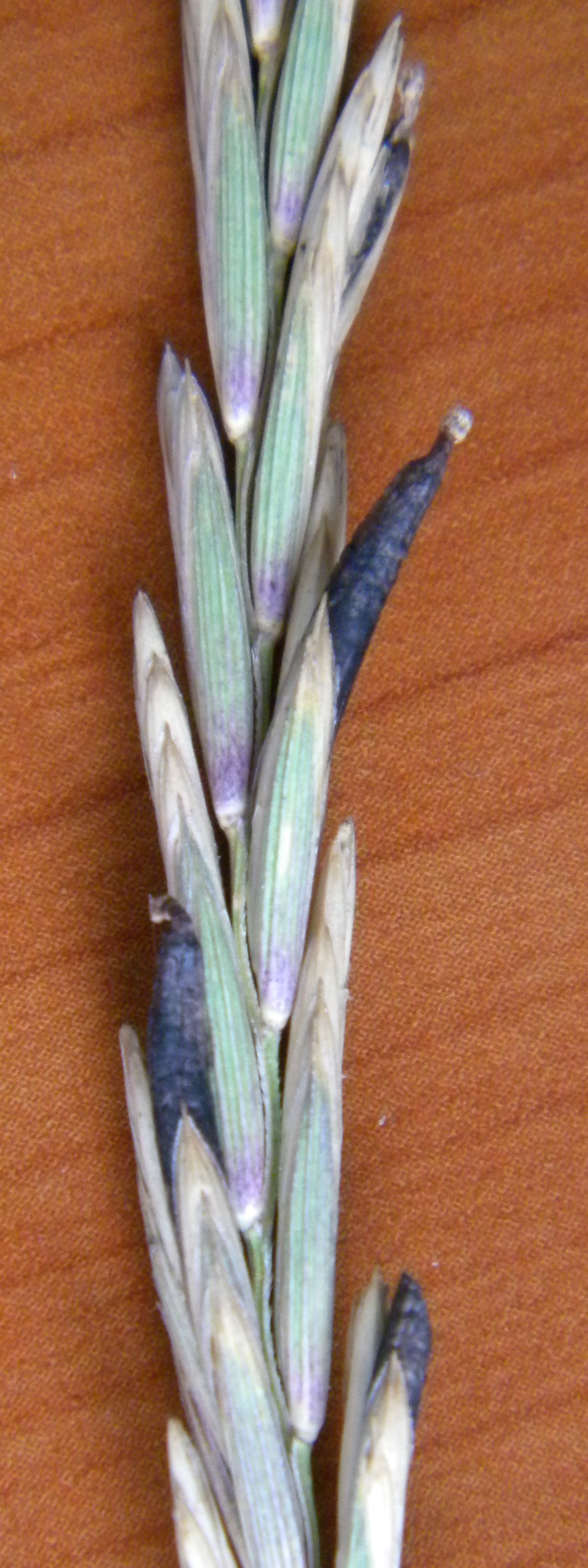
Chiendent avec des ergots (sclérotes).

Le chiendent peut être un réservoir de virus ou de champignons transmissibles aux céréales. C'est en particulier, un hôte de l'ergot du seigle ainsi que de l'acarien Callyntrote porc-épic (Abacarus hystrix) vecteur d'une maladie grave des prairies de l'hémisphère Nord, le virus de la mosaïque du ray-grass.